# Rosa Roth – Freundeskreis
Freundeskreis ist ein deutscher Fernsehfilm von Carlo Rola aus dem Jahr 2004. Es handelt sich um die achtzehnte Episode der ZDF-Kriminalfilmreihe Rosa Roth mit Iris Berben in der Titelrolle.

## Handlung
Die gynäkologischen Praxispartner Caroline und Eduard Graf-Dittmann und Alice Grönfeldt haben schon länger Schwarzgeld mit Untersuchungen von illegalen Prostituierten ergaunert. Sie begannen danach mit Kokain zu dealen. Als der Kleinkriminelle und Zuarbeiter des Trios Roberto Cessini ermordet aufgefunden wird, untersucht Rosa Roth den Fall. Auch kam ein Gangster-Duo bei Alices Wohnung vorbei und schlug ihren Freund nieder. Der stets adrett gekleidete Drogenmogul Hermann Radowiscz macht dem Arzt Graf-Dittmann klar, dass er damals seine Geschäfte vermiest hatte und nun 500 Tausend Euro Schadensersatz will. Der untergetauchten Praxispartnerin Alice wird alles Zuviel. Bevor sie die Polizei rufen kann, wird sie von dem Ärzte-Paar erstickt. Nun muss das Paar die Leiche entsorgen, aber bei der nächtlichen Ladeaktion taucht Rosa Roth mitsamt der Polizei auf und ertappt sie auf frischer Tat.

## Hintergrund
Freundeskreis wurde vom 20. November 2003 bis zum 23. Dezember 2003 in Berlin und Umgebung gedreht. Am 13. März 2004 wurde die Folge um 20:15 Uhr im ZDF erstausgestrahlt.

## Kritik
Die Kritiker der Fernsehzeitschrift TV Spielfilm vergaben dem Film die bestmögliche Wertung, sie zeigten mit dem Daumen nach oben. Sie konstatierten: „Dichtes Kammerstück über die Gier“.